# Lijst van voetbalinterlands Bhutan - Saoedi-Arabië
Deze lijst van voetbalinterlands is een overzicht van alle officiële voetbalwedstrijden tussen de nationale teams van Bhutan en Saoedi-Arabië. De landen speelden tot op heden twee keer tegen elkaar. De eerste ontmoeting, een kwalificatiewedstrijd voor de Azië Cup 2004, werd gespeeld op 8 oktober 2003 in Djedda. Het laatste duel, de returnwedstrijd in dezelfde kwalificatiereeks, vond plaats in Djedda op 15 oktober 2003.

## Wedstrijden
| № | Plaats | Datum           | Competitie                 | Wedstrijd              | Uitslag |
| - | ------ | --------------- | -------------------------- | ---------------------- | ------- |
| 1 | Djedda | 8 oktober 2003  | Azië Cup 2004 kwalificatie | Saoedi-Arabië – Bhutan | 6 – 0   |
| 2 | Djedda | 15 oktober 2003 | Azië Cup 2004 kwalificatie | Bhutan – Saoedi-Arabië | 0 – 4   |

## Samenvatting
| Competitie            | Totaal gespeeld | Winst Bhutan | Gelijk | Winst Saoedi-Arabië | Doelsaldo Bhutan – Saoedi-Arabië |
| --------------------- | --------------- | ------------ | ------ | ------------------- | -------------------------------- |
| Azië Cup-kwalificatie | 2               | 0            | 0      | 2                   | 0 − 10                           |
| Totaal                | 2               | 0            | 0      | 2                   | 0 − 10                           |

Wedstrijden bepaald door strafschoppen worden, in lijn met de FIFA, als een gelijkspel gerekend.